# Угагли
Угагли — упразднённый посёлок в Зейском районе Амурской области России. Исключен из учётных данных в 1974 году.

## География
Посёлок располагался на правом берегу реки Угагли (приток реки Брянта), на расстоянии примерно 54 километров (по прямой) к северо-западу поселка Береговой.

## История
Возник как золотопромышленный прииск.
Решением Амурского исполкома от 7 июня 1974 года № 253, посёлок Угагли исключен из учётных данных как несуществующий.